# アダム・ハミル
アダム・ジェームズ・ハミル（Adam James Hammill、1988年1月25日 - ）は、イングランド・リヴァプール出身のプロサッカー選手。スカンソープ・ユナイテッドFC所属。ポジションは、ミッドフィールダー。
アイルランドにルーツを持つ。

## 経歴

### クラブ
9歳から地元・リヴァプールFCのアカデミーで育成された。しかしトップチームでの出番は全くなく、レンタル移籍を繰り返した後、2009年8月にバーンズリーFCに完全移籍した。
2011年1月20日、ウルヴァーハンプトン・ワンダラーズFCに移籍した。2012年3月1日、シーズン終了までの期限でミドルズブラFCにレンタル移籍した。2012年8月31日には、2013年1月13日までの期限でハダースフィールド・タウンFCに移籍した。その後6月24日に3年契約で完全移籍となった。2015年1月9日、シーズン終了までの期限でロザラム・ユナイテッドFCにレンタル移籍した。
2015年11月9日、バーンズリーFCに短期の契約で復帰した。2016年6月14日には2018年夏まで2年間の契約を結んだ。
2018年10月2日、スコティッシュ・プレミアシップのセント・ミレンFCに、2019年1月までの短期契約で移籍した。
2019年1月3日、1年半の契約でスカンソープ・ユナイテッドFCに移籍した。

### 代表
U19とU21年代でイングランド代表に選出されている。